# Liste Unie
Liste Unie ou Liste unifiée (en letton : Apvienotais saraksts, AS) est une alliance politique lettonne régionaliste, issue en 2022 d'une scission de Union des verts et des paysans.
La Liste Unie est composée du Parti vert de Lettonie, du Parti de Liepāja et de l'Association lettonne des régions.
La liste réalise une percée lors des élections législatives de 2022.

## Idéologie et programme

### Démocratie et gouvernance
La Liste Unie souhaite faciliter l'usage de référendums avec un nombre minimum de signatures, recruter sur base de la méritocratie dans la fonction publique ainsi que l'introduction de circonscriptions uninominales pour l'élection de la Saeima.

### Sécurité et défense
Le parti soutient l'OTAN mais souhaite également renforcer l'armée lettonne pour parer aux menaces extérieures. Il souhaite également le développement d'une industrie militaire nationale, l'augmentation du nombre d'hommes dans la Garde Nationale et la mise au programme scolaire d'un cours d'éducation patriotique (enseignement de la défense).

### Services publics
AS souhaite ré-investir dans les services publics afin d'améliorer leur qualité. Il souhaite aussi s'occuper des régions rurales, souvent délaissées au profit du centre.

### Écologie
Le parti souhaite réévaluer la politique agricole commune de l'UE afin qu'elle profite à la Lettonie. Dans son programme, le parti souhaite diminuer la TVA à 5% sur les produits les plus importants du panier alimentaire.
As entend également soutenir des initiatives climatiquement neutres ou zéro déchets.

### Économie
La Liste Unie souhaite faire de la Lettonie un pays autosuffisant où les exportations dépassent les importations. Le parti veut mettre en œuvre une politique économique favorable au développement durable et utilisant des ressources locales.

## Résultats électoraux

### Élections parlementaires
| Année | Députés  | Votes   | %     | Rang | Gouvernement                                    |
| ----- | -------- | ------- | ----- | ---- | ----------------------------------------------- |
| 2022  | 15 / 100 | 100 631 | 11,14 | 3e   | Kariņš II (2022-2023), opposition (depuis 2023) |